# Набранская узкоколейная железная дорога
Набранская узкоколейная железная дорога — железная дорога узкой колеи (750 мм), существовавшая в Хачмасском районе Азербайджана. Открыта в 1951 году.
Действовала от станции Худат, до поселка Мухтадир, далее в сторону Набрани, имелись также небольшие ответвления. Дорога хоть и была в подчинении Министерства Сельского хозяйства Азербайджанской ССР, и предназначалась для обслуживания колхозов и совхозов в Хачмасском районе, но учитывая то что весь северо восток Хачмасского района является крупным туристическим центром Азербайджана, кроме перевозок сельскохозяйственной продукции и дерева, по большей части занималась обслуживанием перевозок пассажиров.
Дорога шла вдоль берега Каспийского моря.
Была закрыта как нерентабельная, в 1990—1992 гг. XX века.

## Подвижной состав
На дороге изначально работало два паровоза, серия которых неизвестны, затем к ним добавился и тепловоз, ТУ4 либо ТУ2м. Пассажирские вагоны были открытого типа, без окон и дверей. Поезда были грузо-пассажирскими, состояли из нескольких пассажирских, и грузовых вагонов.